# Jesper Sørensen (Basketballspieler)
Jesper Winther Sørensen (* 19. März 1977 in Helligkors Sogn) ist ein dänischer Basketballtrainer und ehemaliger -spieler.

## Werdegang
Sørensen begann 1982 beim BK Amager mit dem Basketball, sein Vater war Jugendtrainer in dem Verein. Mit Amager wurde Jesper Sørensen dänischer Jugendmeister.
Mit 15 Jahren spielte er beim BK Amager in der Herrenmannschaft in der höchsten dänischen Liga, Basketligaen. Der 1,85 Meter große Aufbauspieler wechselte 1997 zum SISU Basketball Klub. Er nahm ein Angebot an, in der Endphase der Saison 1998/99 die Mannschaft KR Reykjavik in der isländischen Liga zu verstärken. Sørensen blieb hernach auch in der Saison 1999/2000 bei KR wurde mit der Mannschaft im Jahr 2000 isländischer Meister. 2000 kehrte er zum BK Amager zurück. Auf internationaler Ebene bestritt er zudem in der Spielklasse NEBL Begegnungen für die aus Spielern mehrerer dänischer Vereine zusammengesetzten Auswahlmannschaft Magic Great Danes.
2001 wechselte Sørensen innerhalb der dänischen Liga zur Spielgemeinschaft Værløse/Farum, die mehrere der besten dänischen Spieler holte und mit der er 2002 dänischer Meister wurde. Er spielte ebenfalls für die Nachfolgemannschaft BF Copenhagen, mit der er 2003 erneut die dänische Meisterschaft gewann. Im Spieljahr 2002/03 kam er zu Einsätzen im europäischen Wettbewerb FIBA Europe Champions Cup. Er war Mitglied von BF Copenhagen, bis diese Anfang Oktober 2003 wegen Zahlungsunfähigkeit vom Ligabetrieb abgemeldet wurde, spielte im weiteren Verlauf der Saison 2003/04 dann wieder für KR Reykjavik.
Beim BK Amager wurde er 2004 Spielertrainer, 2006 wurde er mit der Mannschaft dänischer Pokalsieger sowie in der dänischen Meisterschaft Dritter. Aufgrund einer Knieoperation widmete sich Sørensen ab 2006 hauptsächlich der Trainerarbeit, betreute Amagers Erstligamannschaft ab 2007 als Cheftrainer, war aber bis 2009 auch in vereinzelten Partien als Spielertrainer am Geschehen auf dem Feld beteiligt. 2008 wurde er mit Amager wieder Dritter der dänischen Meisterschaft. Sørensen bestritt 48 Länderspiele für Dänemarks Nationalmannschaft.
In der Saison 2009/10 war Sørensen wieder Spieler und verstärkte den Erstligisten SISU. 2010 wurde er Assistenztrainer bei der dänischen Nationalmannschaft und bekleidete das Amt auch in späteren Jahren. Als Trainer arbeitete er fortan vor allem im Jugendbereich, unter anderem zehn Jahre am Stenhus Gymnasium in Holbæk, anschließend am Ajax København Sportsgymnasium (AKS). An der Københavns Universitet wurde er als Hochschullehrer für Basketball tätig.
Im Sommer 2023 wurde Sørensen Direktor des Dänischen Basketballverbands.